# Endre Nemes
Endre Nemes-Nágel, född 10 november 1909 i Pécsvárad i Ungern, död 22 september 1985 i Högalids församling Stockholm, var en ungersk-svensk konstnär. 

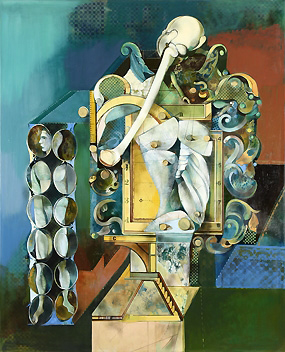
Endre Nemes, Encounter with the Baroque, 1968-79, olja, akryl och tempera på duk.

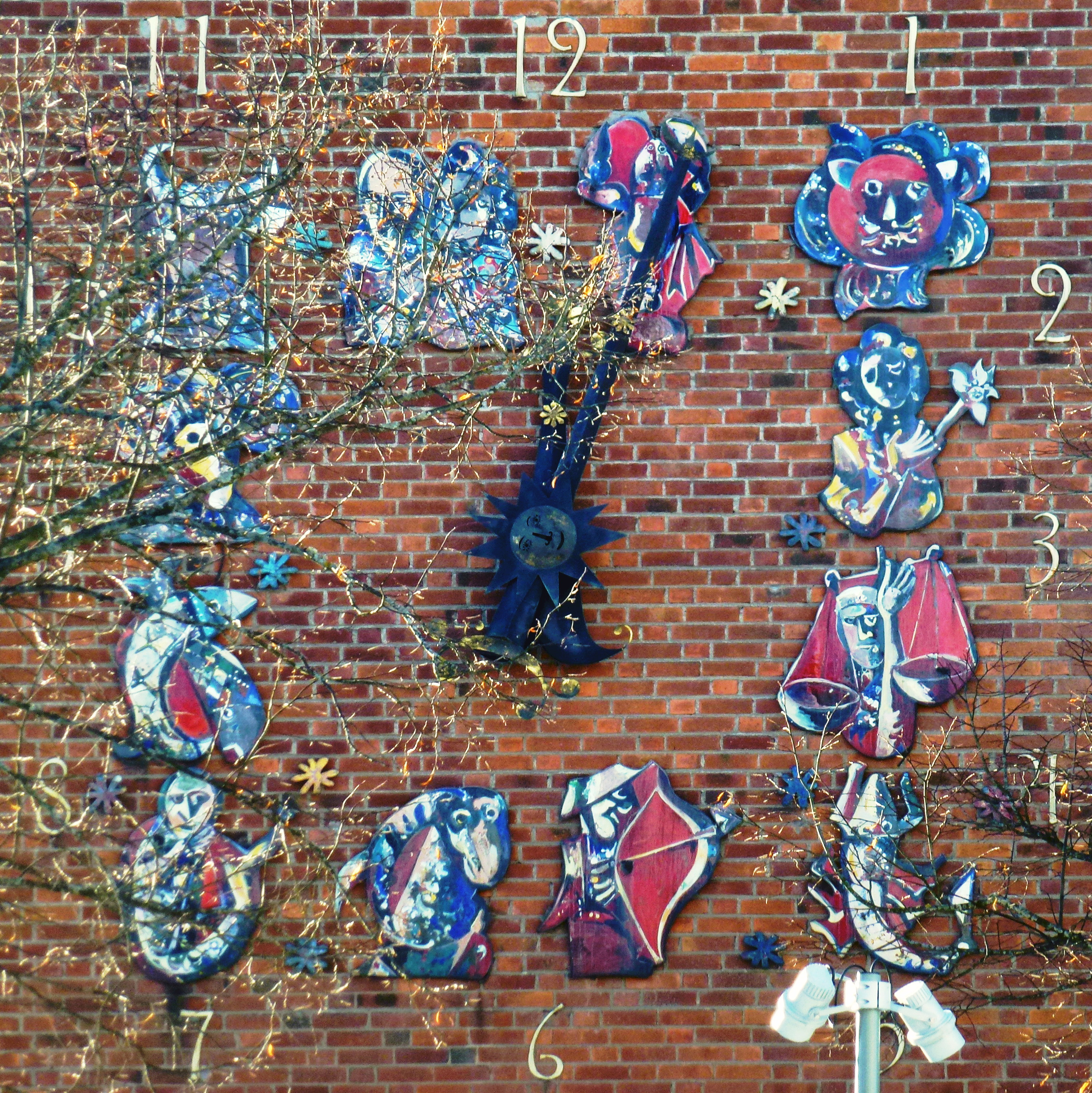
Fasadur Zodiaken i Västertorp.

## Biografi
Endre Nemes var son till finansrådet Ignác Nágel och Teresa Kugel. Han växte upp i Lőcse och i Igló, som till 1918 låg i Ungern och därefter i Tjeckoslovakien. Han studerade på gymnasium i Budapest från 1924 och tog studentexamen där 1927. Han studerade filosofi en period i Wien 1927 och konst vid Konstakademien i Prag 1930–1934 för Willi Nowak. Han var också konstkritiker i tidningen Kassai Ujság i Prag 1932–1934. Han debuterade tillsammans med sin vän Jakub Bauernfreund (Jacob Bornfriend) på Galerie Dr Feigl i Prag 1936.
Nemes, som var av judisk börd, flydde från Tjeckoslovakien 1938 och var lärare vid Fria målarskolan i Helsingfors 1938–1940 och kom, sedan utvisats därifrån, i april 1940 till Norge och därefter, efter Tysklands invasion, till Sverige. Han hade sin första separatutställning 1941 i Stockholm. Han deltog 1943 i Minotaurgruppen med C O Hultén, Max Walter Svanberg och Adja Yunkers. Han blev svensk medborgare 1948.
Endre Nemes var föreståndare och förnyare för Valands konstskola i Göteborg 1947–1955. Han har gjort sig känd för ett flertal stora offentliga konstverk och var en pionjär i Sverige i att utnyttja emaljer som offentlig konst. När han kom till Valands konstskola inleddes en helt ny era i skolans historia. Acke Oldenburg, Leif Ericson och Valter Gibson var tre av eleverna med tre olika uttryckssätt, men alla med Endre Nemes ande vilande över sig. Han deltog 1959 i Documenta II i Kassel. År 1984 blev han hedersdoktor vid Göteborgs universitet.
Härryda kommun har en större samling verk av Endre Nemes, som visas under två perioder varje år i Nemeshallen, konsthallen i Mölnlycke kulturhus. År 1984 öppnades Endre Nemes Múzeum i Pécs i södra Ungern. 1984. Nemes finns representerad vid Nationalmuseum, Moderna museet i Stockholm, Göteborgs konstmuseum, Kalmar konstmuseum, Norrköpings konstmuseum, Rackstadmuseet och Konstmuseet i Skövde.
Han var gift från 1945 med ryskan Hélène Exemplaroff (1906–1960) och från 1963 med Britt-Louise Sundell (1928–2011).

## Offentliga verk i urval
- Zodiaken, klocka,  figurer ur djurkretsen i emalj, 1950, fasaden till byggnaden Störtloppsvägen 13 i Västertorp i Stockholm
- Takmålning  (170 kvadratmeter) i stucco lustro i Hotel Lysekil, 1951–1952
- Marmorintarsia, marmor,  820 x 840 cm, 1955, gaveln till medborgarhuset (Axelhuset) vid Axel Dahlströms torg i Högsbo i Göteborg
- Fasadfris, emalj, 150 x 1.400 cm, 1955, Eriksdalsskolan i Skövde
- Insekter och vegetativa livsformer, olja på duk, 250 x 675 cm, 1956, på Göteborgs universitet från 1985
- Karyatider, i Studenternas Hus, Götabergsgatan 17 Göteborg
- Väggmålning, stucco lustro, 140 x 750 cm, 1957–1958, i Härrydaskolan
- Sex emaljmålningar, 1958, i Skogomeanstalten
- Emaljmålning på kommunhuset i Alafors, idag Ale kommun, 590 x 290 cm, 1960
- Emaljfris på husvägg, 210 x 1.400 cm, 1961, Drottninggatan 44-60 i Örebro
- Emaljmålning, 250 x 500 cm, 1961, Stockholms Sparbank, Hötorgscity i Stockholm
- Blad ur en dagbok, stucco lustro, 246 x 485 cm, 1966, Psykiatriska kliniken i Norrköping
- Fönster i Norrbotten” gobelängtriptyk, 200 x 700 cm, 300 x 275 cm, 330 x 275 cm, stadshuset i Luleå, 1976
- Blad ur en bilderbok, gobeläng, 290 x 1.435 cm, 1977, på Östra sjukhuset i Göteborg
- Elegi till Stockholm, gobeläng, 440 x 450 cm, 1982, Museum Bochum i Tyskland
- Två glasfönster för Endre Nemes Múzeum i Pécs i Ungern, 230 x 130 cm, 1984

## Bildgalleri

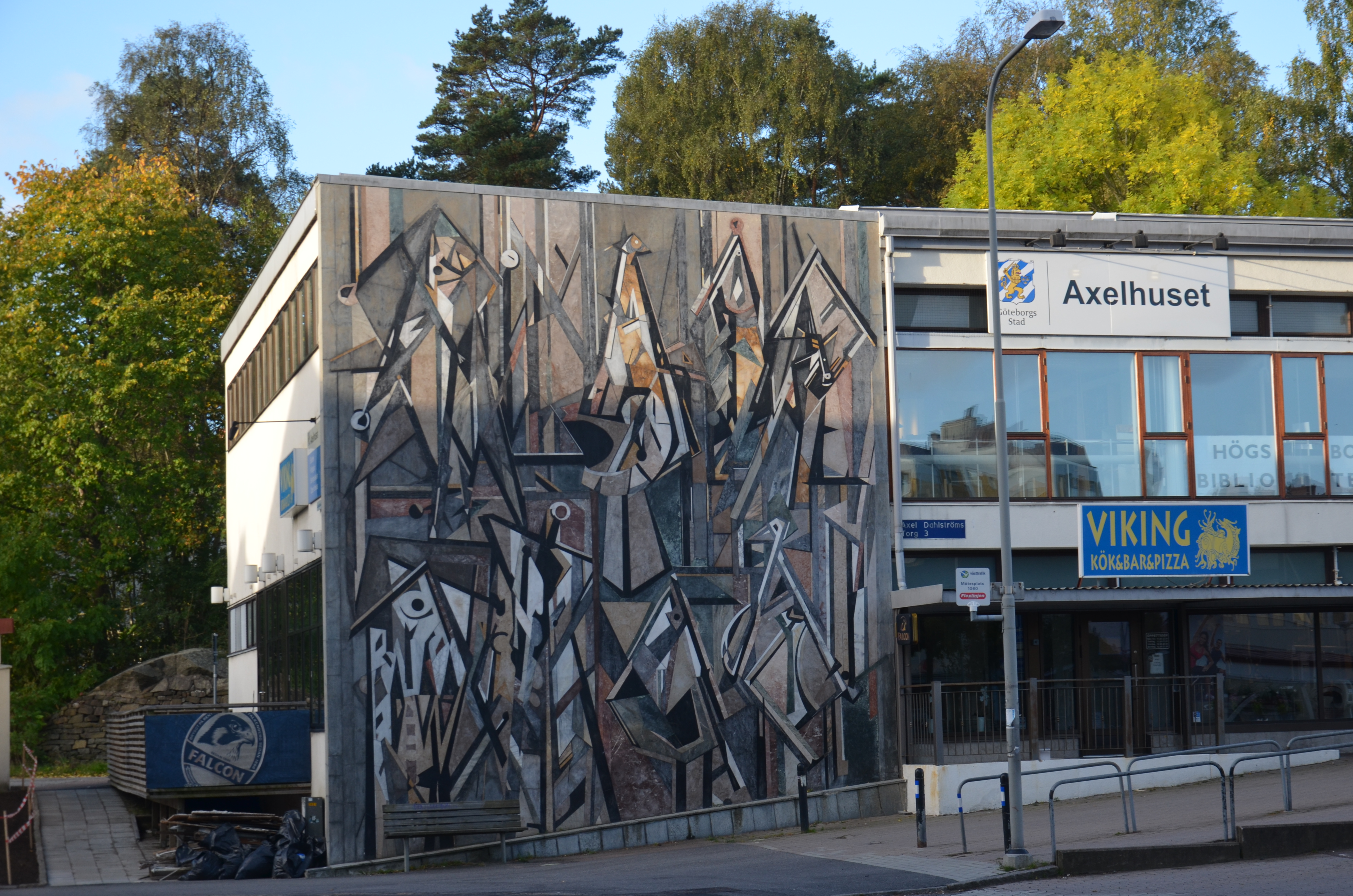
Marmorintarsia i Göteborg
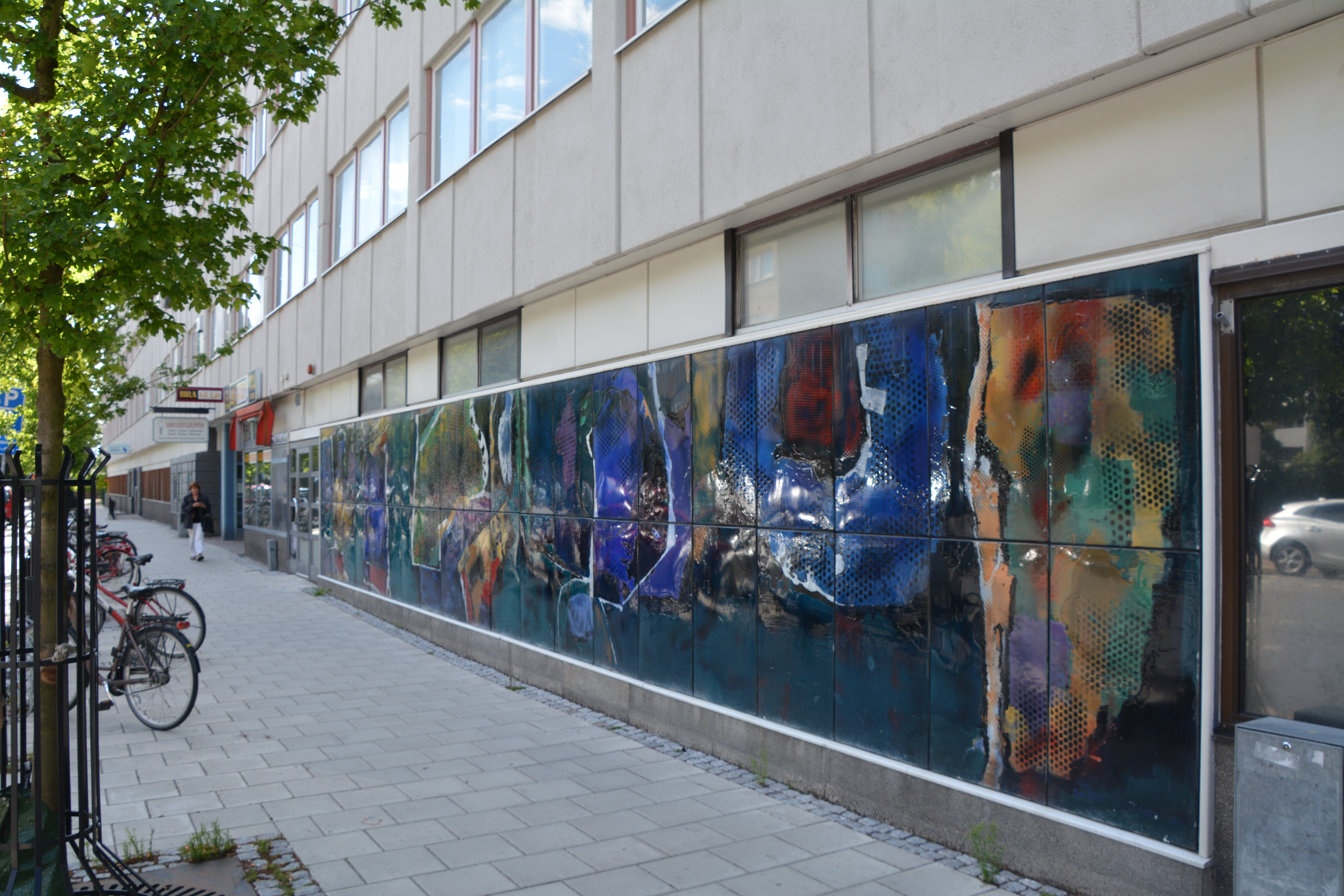
Emaljmålning i Örebro
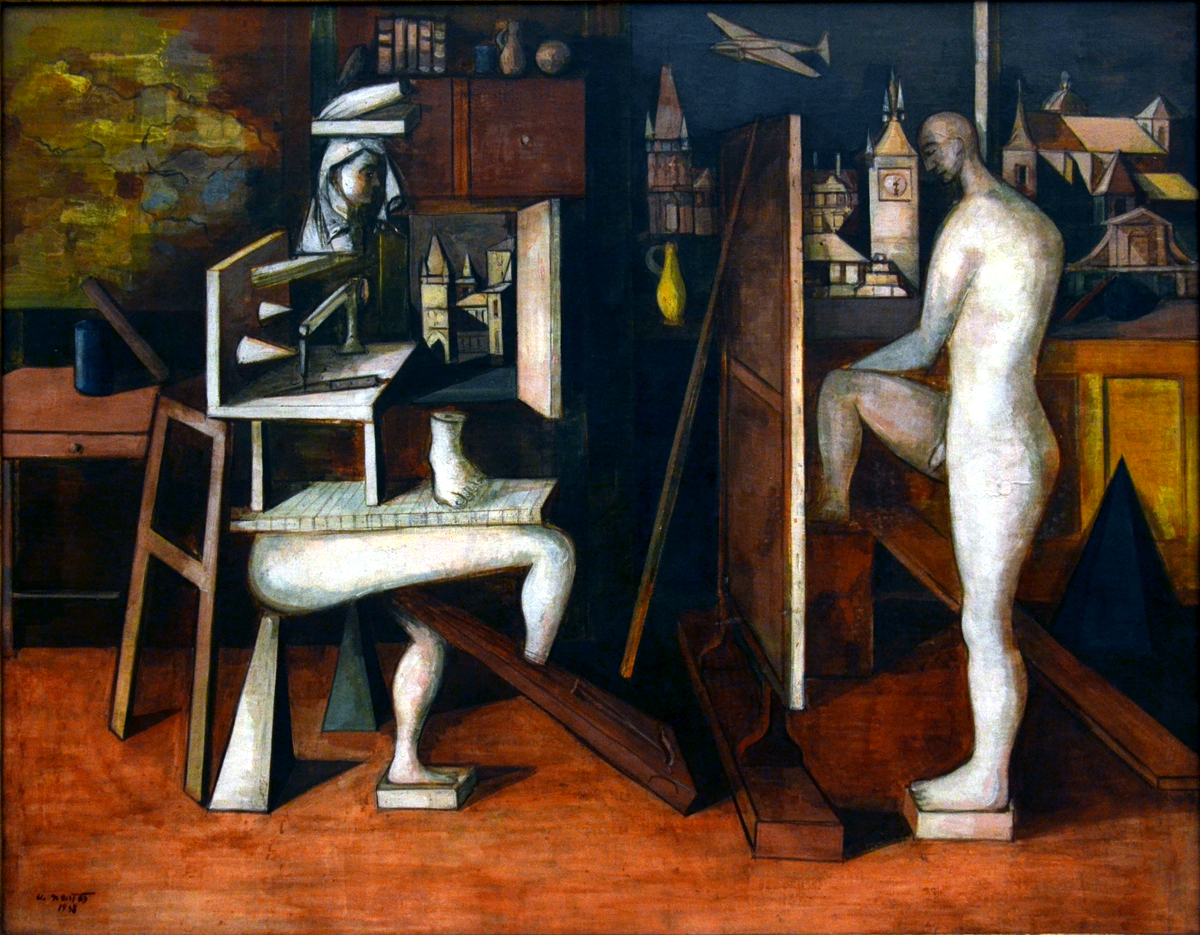
Målare i ateljén, 1938
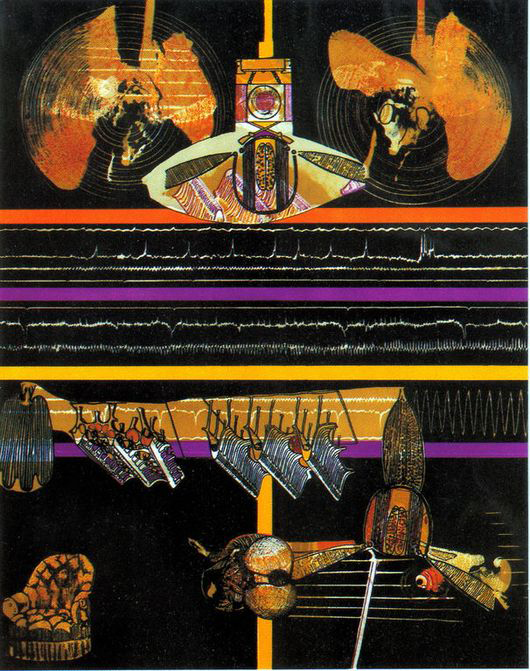
Kardiogram, 1971
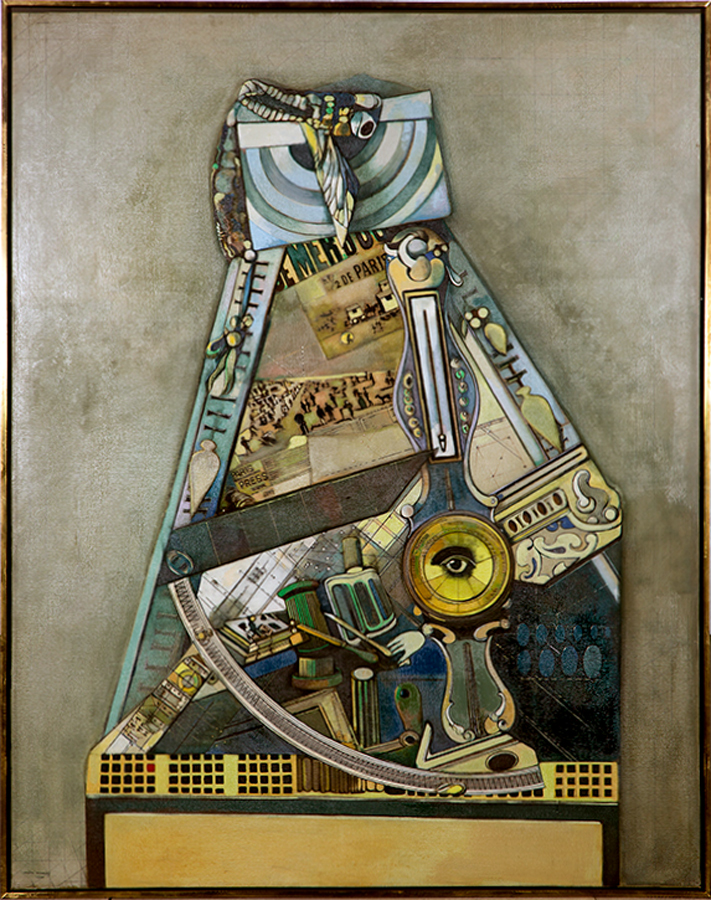
Vykort från Deauville, 1970
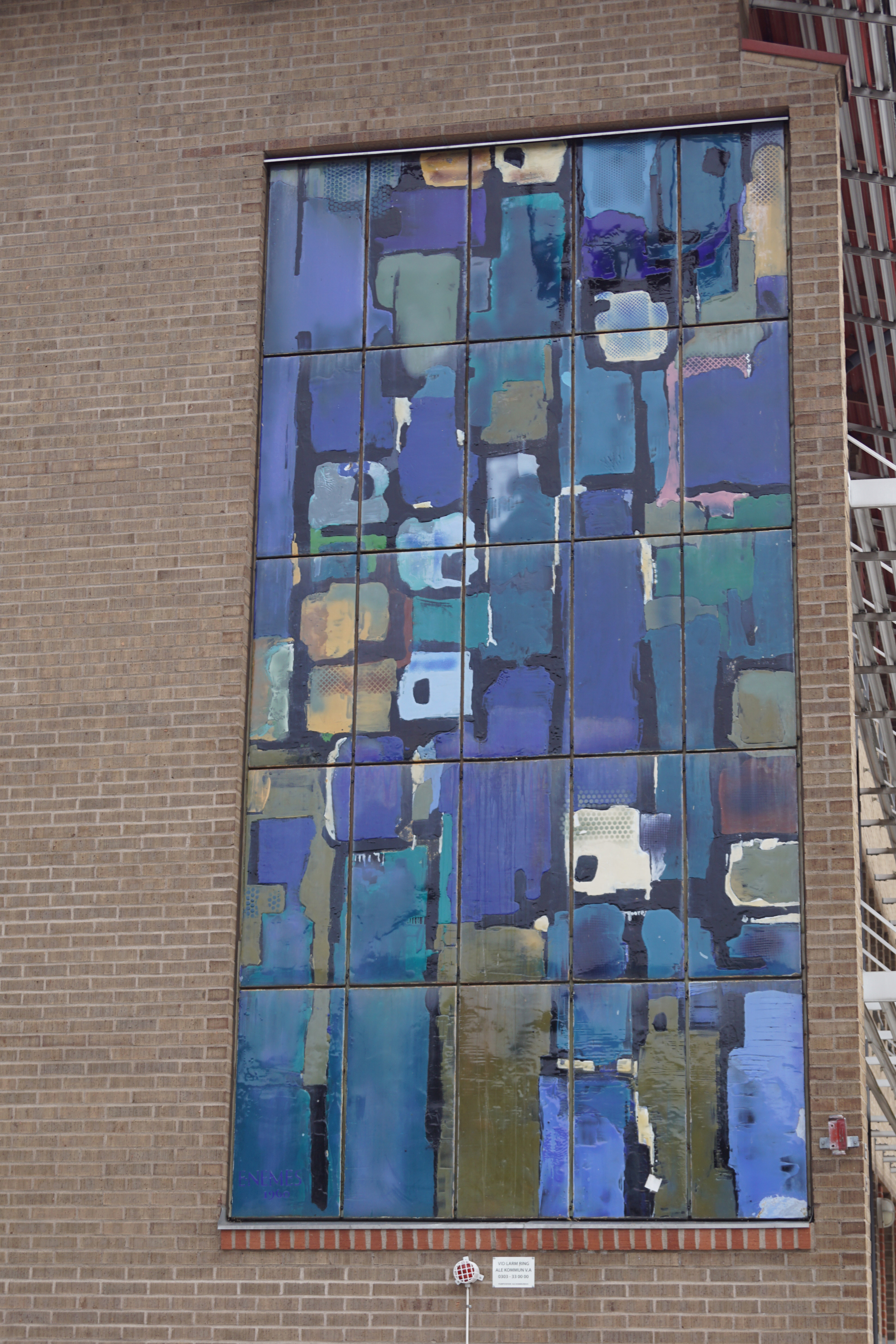
Emaljmålning på Ale kommunhus i Alafors, 1960

## Endre Nemes Valands-elever i urval
- Erland Brand
- Knut Yngve Dahlbäck
- Leif Ericson
- Valter Gibson
- Gert Z Nordström
- Acke Oldenburg
- Bengt Olson
- Hardy Strid
- Ulf Trotzig
- Denice Zetterquist
- Jörgen Zetterquist
- Olle Zetterquist